# Trem da Alegria (álbum de 1991)
Trem da Alegria é um álbum de estúdio do grupo musical infantil Trem da Alegria, lançado em 1991. Para promovê-lo foram lançadas duas músicas de trabalho, a saber: "O Lobisomem" e "Tartaruga Ninja". As canções "O Passarinho" e "Acorda Pai" foram incluídas na trilha sonora da novela Carrossel, do SBT, lançada em 1991.
Comercialmente, tornou-se mais um sucesso para o grupo, mais de 100 mil cópias foram vendidas o que rendeu o sétimo disco de ouro consecutivo. Este foi o penúltimo álbum do Trem da Alegria e o último a trazer apenas músicas inéditas, já que o seguinte foi uma compilação de maiores sucessos que reunia também 4 músicas inéditas.  

## Antecedentes
No final de 1990, a BMG Ariola anunciou a realização de concursos para a entrada de dois novos integrantes no Trem da Alegria, confirmando rumores sobre a possível saída de Juninho Bill.  Embora tenha sido especulado que ele deixaria o grupo para tocar guitarra em uma banda de rock, Juninho Bill permaneceu, e apenas um novo integrante, Rick Bueno, foi escolhido. Bueno participou de algumas faixas do álbum, embora não apareça na foto da capa.

## Produção e lançamento
A produção do álbum contou com a participação de renomados compositores como Michael Sullivan e Paulo Massadas. Durante a gravação, houve a tentativa de incluir a cantora e apresentadora Mara Maravilha na faixa "O Lobisomem". No entanto, devido a questões contratuais com sua gravadora, a participação não foi autorizada, e Xuxa foi convidada e participou da gravação.
O álbum teve direção artística de Miguel Plopschi e direção de produção de Michael Sullivan. A produção executiva ficou a cargo de Chico Roque e Ed Wilson, com assistência musical de Carol Bittencourt.
A foto da capa foi tirada por Dario Zalls, e a coordenação gráfica ficou sob responsabilidade de André Teixeiro. A produção visual foi feita por Monica Schmidt. O grupo vestiu Giovanna Baby para a capa do álbum.

## Lançamento e divulgação
O álbum foi lançado em 1991 e promovido através de diversos meios, incluindo apresentações em programas de televisão como o Xou da Xuxa. A turnê promocional incluiu um repertório variado, com destaque para a canção "O Lobisomem", que era performada em um cenário ecológico criado por Gringo Cardia.

### Singles
O primeiro single do álbum, "O Lobisomem" aborda a lenda do homem que se transforma em lobo durante a lua cheia. Composta por Michael Sullivan e Paulo Massadas, a faixa inicialmente deveria contar com a participação de Mara Maravilha, mas acabou incluindo Xuxa devido a restrições contratuais. Tornou-se uma das músicas mais tocadas nas rádios brasileiras em 1991.
O segundo single, "Tartaruga Ninja", foi inspirado no sucesso do desenho animado Teenage Mutant Ninja Turtles. A canção, escrita por Eros e Liebert, foi amplamente promovida em programas de TV, como o Programa Silvio Santos, do SBT, e fazia parte do setlist dos shows da turnê de 1991.

## Desempenho comercial
Comercialmente, o álbum foi bem-sucedido, vendendo mais de 100 mil cópias e garantindo ao grupo o sétimo disco de ouro consecutivo. A certificação de ouro foi entregue durante uma apresentação no programa Xou da Xuxa em 1992, onde o grupo cantou "Alguém no Céu", single do álbum seguinte.
As faixas "O Passarinho" e "Acorda Pai" foram incluídas na trilha sonora de 1991 da telenovela mexicana Carrusel, exibida pelo SBT, naquele ano, contribuindo para a popularidade do álbum. 

## Lista de faixas
- Créditos adaptados do encarte do LP Trem da Alegria, de 1991.[10]

Lado A
| N.º | Título                    | Compositor(es)                  | Participação | Duração |  |
| 1.  | "O Lobisomem"             | Michael Sullivan Paulo Massadas | Xuxa         | 4:50    |  |
| 2.  | "Tartaruga Ninja"         | Eros Liebert                    |              | 3:26    |  |
| 3.  | "O Passarinho"            | Augusto César                   | José Augusto | 4:10    |  |
| 4.  | "Cabeção"                 | Chico Roque Sérgio Fonseca      |              | 3:02    |  |
| 5.  | "Acorda Pai"              | Kiko Serginho Bastos            | Rick Bueno   | 2:53    |  |
| 6.  | "Foi Sem Querer Querendo" | Michael Sullivan Paulo Massadas |              | 3:48    |  |
| 7.  | "Barulhinhos"             | Marcos Valle Carlos Colla       | Rick Bueno   | 3:00    |  |

Lado B
| N.º | Título                  | Compositor(es)                  | Participação | Duração |  |
| 1.  | "Estação Felicidade"    | Michael Sullivan Paulo Massadas |              | 4:25    |  |
| 2.  | "Melô do Orangotango"   | Prêntice Paulo Sérgio Valle     |              | 3:15    |  |
| 3.  | "A Dança do Cai Cai"    | Chico Roque Ed Wilson           | Beto Barbosa | 3:48    |  |
| 4.  | "Na Beira do Lago"      | Rubens Alexandre Vadinho        |              | 2:25    |  |
| 5.  | "Ping-pong"             | Chico Roque Paulo Sérgio Valle  |              | 3:07    |  |
| 6.  | "O Museu do Fumanchu"   | Chico Roque Serginho Bastos     |              | 3:17    |  |
| 7.  | "É Isso Aí, Bicho"      | Michael Sullivan Paulo Massadas |              | 3:27    |  |
| 8.  | "O Lobisomem" (Karaokê) | Michael Sullivan Paulo Massadas |              | 3:01    |  |

## Certificações e vendas
| Região | Certificação | Vendas certificadas |
| ------ | ------------ | ------------------- |
| Brasil | Ouro         | 100,000             |